# Anauxesis cincticornis
Anauxesis cincticornis är en skalbaggsart som först beskrevs av Francis Polkinghorne Pascoe 1857.  Anauxesis cincticornis ingår i släktet Anauxesis och familjen långhorningar.
Artens utbredningsområde är Malawi. Inga underarter finns listade i Catalogue of Life.